# Athletic Club Ajaccien 1972-1973
Questa voce raccoglie le informazioni riguardanti l'Athletic Club Ajaccien nelle competizioni ufficiali della stagione 1972-1973.

## Stagione
Uscito dalla zona retrocessione nelle battute finali del girone di andata, nella tornata conclusiva del campionato l'Ajaccio mollò la presa, ottenendo solo otto punti che lo faranno sprofondare all'ultimo posto, uscendo definitivamente dalla lotta per la permanenza in massima divisione alla terzultima giornata. In Coppa di Francia l'Ajaccio esordì sconfiggendo il Metz, fermandosi poi al turno successivo a causa di una sconfitta contro l'Olympique Marsiglia.

## Maglie e sponsor
Lo sponsor tecnico per la stagione 1972-1973 è Le Coq Sportif.
| Manica sinistra · Manica sinistra · Maglietta · Maglietta · Manica destra · Manica destra · Pantaloncini · Calzettoni |

## Organigramma societario
Area direttiva
- Presidente: Jean Neri

Area organizzativa
- Segretario: Jean-Jacques Bellucini

Area tecnica
- Direttore sportivo: Antoine Federici
- Allenatore: André Mori

## Rosa
| N. |                    | Ruolo | Calciatore               |
| -- | ------------------ | ----- | ------------------------ |
|    | Francia (bandiera) | P     | Paul-Charles Lestringuez |
|    | Francia (bandiera) | P     | Gérard Manet             |
|    | Francia (bandiera) | D     | Claude Andrien           |
|    | Francia (bandiera) | D     | André Bodji              |
|    | Francia (bandiera) | D     | Rolland Courbis          |
|    | Francia (bandiera) | D     | René Le Lamer            |
|    | Francia (bandiera) | D     | Toussaint Martinetti     |
|    | Francia (bandiera) | D     | Yvan Piatti              |
|    | Francia (bandiera) | C     | Michel Albaladéjo        |
|    | Francia (bandiera) | C     | Robert Buigues           |

| N. |                              | Ruolo | Calciatore            |
| -- | ---------------------------- | ----- | --------------------- |
|    | Francia (bandiera)           | C     | Serge Dubreucq        |
|    | Francia (bandiera)           | C     | Diego Garzitto        |
|    | Francia (bandiera)           | C     | César Lamonica        |
|    | Francia (bandiera)           | C     | Gabriel Latour        |
|    | Francia (bandiera)           | A     | Baptiste Gentili      |
|    | Francia (bandiera)           | A     | Patrice Kervarrec     |
|    | Francia (bandiera)           | A     | Claude Le Roy         |
|    | Congo-Brazzaville (bandiera) | A     | François M'Pelé       |
|    | Francia (bandiera)           | A     | Jean-Pierre Teisseire |
|    | Paesi Bassi (bandiera)       | A     | Lambert Verdonk       |

## Risultati

### Coppa di Francia
| Arbitro: | Kitabdjian |

|              |           |  |
| Kevarrec 28’ | Marcatori |  |

| Arbitro: | Uhlen |

|                       |           |  |
| Keïta 11’ Skoblar 39’ | Marcatori |  |

## Statistiche

### Andamento in campionato
| Giornata  | 1  | 2  | 3  | 4  | 5  | 6  | 7  | 8  | 9  | 10 | 11 | 12 | 13 | 14 | 15 | 16 | 17 | 18 | 19 | 20 | 21 | 22 | 23 | 24 | 25 | 26 | 27 | 28 | 29 | 30 | 31 | 32 | 33 | 34 | 35 | 36 | 37 | 38 |
| --------- | -- | -- | -- | -- | -- | -- | -- | -- | -- | -- | -- | -- | -- | -- | -- | -- | -- | -- | -- | -- | -- | -- | -- | -- | -- | -- | -- | -- | -- | -- | -- | -- | -- | -- | -- | -- | -- | -- |
| Luogo     | T  | C  | T  | C  | T  | C  | T  | C  | T  | C  | T  | C  | T  | C  | T  | C  | T  | T  | C  | T  | C  | T  | C  | T  | C  | T  | C  | T  | C  | T  | C  | T  | C  | T  | C  | C  | T  | C  |
| Risultato | P  | P  | P  | N  | P  | V  | P  | N  | P  | V  | P  | V  | N  | V  | P  | V  | N  | P  | N  | P  | P  | P  | N  | P  | V  | P  | P  | P  | N  | P  | P  | P  | V  | P  | P  | N  | P  | N  |
| Posizione | 20 | 20 | 20 | 20 | 20 | 20 | 20 | 19 | 20 | 19 | 18 | 17 | 18 | 15 | 16 | 16 | 16 | 16 | 16 | 18 | 18 | 19 | 19 | 20 | 19 | 20 | 20 | 20 | 20 | 20 | 20 | 20 | 20 | 20 | 20 | 20 | 20 | 20 |

Fonte:  France » Ligue 1 1972/1973 » Schedule, su worldfootball.net.
Legenda:

Luogo: C = Casa; T = Trasferta. Risultato: V = Vittoria; N = Pareggio; P = Sconfitta.